# El mundo de ayer
El mundo de ayer. Memorias de un europeo (en alemán, Die Welt von Gestern. Erinnerungen eines Europäers) es una obra autobiográfica del escritor austriaco Stefan Zweig. Fue escrita poco antes de su suicidio, en sus últimos años de exilio (1939-1941), y publicada póstumamente por la editorial Bermann-Fischer Verlag AB, en Estocolmo en 1942.

## Descripción
Está considerado como el libro más famoso sobre el Imperio habsburgo. Comenzó a escribirlo en 1934 cuando, anticipándose al Anschluss y la persecución nacionalsocialista, se desarraigó de Austria para ir a Inglaterra y más tarde a Brasil. Envió el manuscrito —escrito a máquina por su segunda esposa, Lotte Altmann— por correo a la editorial el día antes de que ambos se suicidaran en febrero de 1942. El libro se publicó por vez primera en Estocolmo (1942), como Die Welt von Gestern. Apareció en inglés por vez primera en abril de 1943, publicada por Viking Press.
Este libro mezcla impresiones de la vida vienesa y europea anterior a la Primera Guerra Mundial con recuerdos personales de Zweig y detalladas anécdotas. Es sin embargo una memoria reservada, en la que no se menciona la vida sentimental del autor. No dice nada de la primera esposa de Zweig; se toca sólo de pasada su segundo matrimonio. Los efectos trágicos del antisemitismo contemporáneo se discuten, pero Zweig no analiza en detalle su identidad judía. La amistad de Zweig con Sigmund Freud se describe hacia el final, particularmente mientras los dos vivían en Londres en el último año de la vida de Freud.

Si busco una fórmula práctica para definir la época de antes de la Primera Guerra Mundial, la época en que crecí y me crie, confío en haber encontrado la más concisa al decir que fue la edad de oro de la seguridad.
El mundo de ayer, Acantilado, 2002, p. 17

Relata los últimos días de Austria-Hungría bajo el emperador Francisco José I de Austria, incluyendo el sistema educativo y la moral sexual de la época, el mismo ambiente que sirvió de telón de fondo para el surgimiento del psicoanálisis. Zweig describe también la estabilidad de la sociedad vienesa después de que grandes reformas en el sistema de bienestar asegurasen las pensiones y la cobertura sanitaria a la mayor parte de los ciudadanos. Señala sin reparos los defectos de esa sociedad desaparecida (la pobreza de grandes sectores de la población, la permanente minoría de edad de las mujeres, la hipocresía sexual). Según Zweig, las antiguas sociedades europeas, en las que la religión (esto es, el cristianismo) tuvo un papel central, condenaban los impulsos sexuales como si fueran obra del demonio. A finales del siglo XIX se había abandonado al demonio como explicación de la sexualidad; de ahí que careciera de un lenguaje capaz de describir y condenar los impulsos sexuales. La sexualidad quedaba así sin mencionar y era lo inmencionable, aunque siguió existiendo en un mundo paralelo que no se podía describir, principalmente la prostitución. La moda de la época contribuiría a esta particular opresión al negar la existencia del cuerpo femenino y constriñéndolo mediante corsés.[cita requerida]

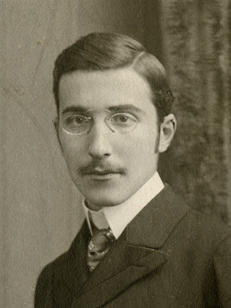
Stefan Zweig hacia 1900.

Pero añora también con pasión (que, como en otras obras suyas, tan bien sabe transmitir) el ideal de progreso indefinido y la ferviente fe en el ser humano que desaparecerían para siempre en las trincheras de la Gran Guerra.
El mundo de ayer detalla la carrera de Zweig antes, durante y después de la Primera Guerra Mundial. De particular interés es la descripción de Zweig de varias personalidades intelectuales, incluyendo a Theodor Herzl, el fundador del moderno sionismo político, Rainer Maria Rilke, el poeta belga Emile Verhaeren, el compositor Ferruccio Busoni, el filósofo antifascista Benedetto Croce, Maxim Gorky, Hugo von Hofmannsthal, el empresario y político alemán Walther Rathenau y su amigo pacifista Romain Rolland. Zweig también conoció a Karl Haushofer durante un viaje a la India. Los dos se hicieron amigos. Haushofer fue el fundador de la geopolítica y se convirtió más tarde en una influencia sobre Adolf Hitler. Siempre distanciado de la política, Zweig no se dio cuenta del oscuro potencial del pensamiento de Haushofer; más tarde quedó sorprendido por la relación entre Hitler y Haushofer.
Zweig admiraba particularmente la poesía de Hugo von Hofmannsthal y expresó su admiración y la influencia de Hofmannsthal sobre su generación en el capítulo dedicado a sus años escolares:

La figura del joven Hofmannsthal es y será recordada como uno delos grandes prodigios de la perfección precoz; a esta edad, exceptuando a Keats y a Rimbaud, no conozco en toda la literatura universal ningún otro ejemplo de tal infalibilidad en el dominio de la lengua, de semejante envergadura del ideal de la inspiración y de tal saturación de la sustancia poética hasta en la frase más accidental, como el de este genio grandioso, que ya a sus dieciséis y diecisiete años, con sus versos indelebles y una prosa insuperable hasta hoy, quedó inscrito en los anales eternos de la lengua alemana. Sus insospechados inicios y su simultánea perfección constituyen un fenómeno que difícilmente puede repetirse en una misma generación.
El mundo de ayer, Acantilado, 2002, pp. 63–64

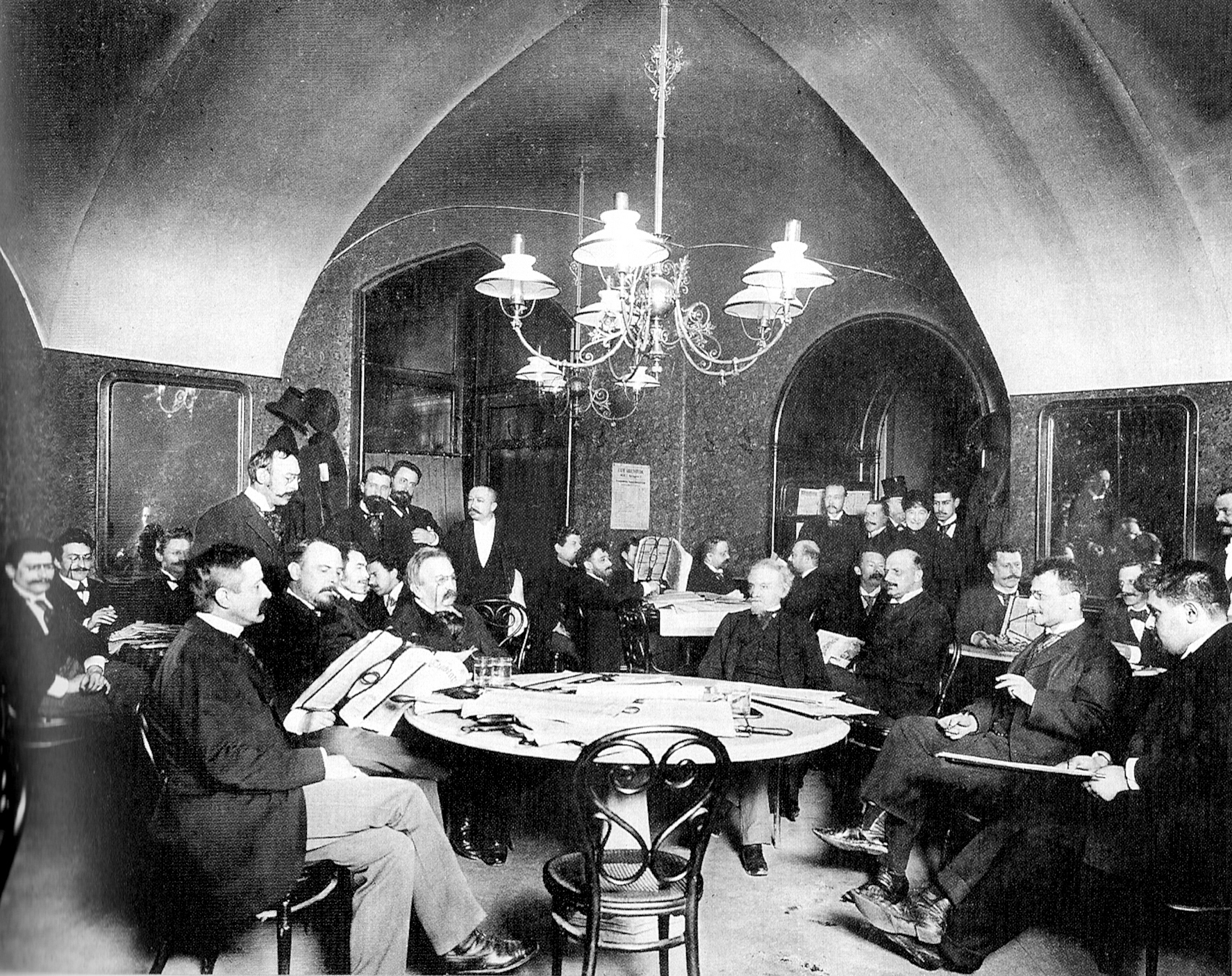
El Café Griensteidl en Viena, en algún momento anterior a 1897. Zweig se refiere a él como el «cuartel general de la literatura joven».

Episodios destacados son la marcha de Austria por tren del último emperador Carlos I de Austria en 1918, los comienzos del festival de Salzburgo y la hiperinflación austriaca de 1921-1922. Zweig admite que, como hombre joven, no reconoció el próximo peligro del nacionalsocialismo, quienes empezaron a organizarse y promover agitación en Austria en los años veinte. Zweig fue un pacifista comprometido pero odiaba la política y se apartó del compromiso político. Su autobiografía muestra cierta renuencia a analizar el nazismo como ideología política; tendió simplemente a considerarlo como el gobierno de un hombre particularmente malvado, Hitler. A Zweig le afectaba que el Berghof, la residencia de montaña de Hitler en Berchtesgaden, una zona de temprana actividad nazi, quedara justo al otro lado del valle de su propia casa en las afueras de Salzburgo. Zweig creyó intensamente en un europeísmo contra el nacionalismo, ideología a la que consideraba «la peor de todas las pestes... que envenena la flor de nuestra cultura europea».
Zweig colaboró a principios de los años treinta con el compositor Richard Strauss en la ópera Die schweigsame Frau, que se basa en un libreto de Zweig. Strauss era entonces admirado por los nazis, que no estaban satisfechos de que la nueva ópera de su compositor favorito tuviera el libreto de un autor judío. Zweig relata que Strauss rechazó retirar la ópera e incluso insistió en que se reconociera la autoría del libreto por parte de Zweig; se dice que el estreno en Dresde tuvo que ser autorizado por el propio Hitler. Zweig creyó prudente no estar presente. Se retiró después de la segunda representación, pues la Gestapo había interceptado una carta privada de Strauss a Zweig en la que el anciano compositor invitaba a Zweig a escribir el libreto de otra ópera. Esto llevó, según Zweig, a la dimisión de Strauss como presidente de la Reichsmusikkammer, el instituto estatal nacionalsocialista para la música.
Zweig también describe su pasión por el coleccionismo de manuscritos, principalmente literarios y musicales.
Los títulos de los capítulos (Eros matutinus, Universitas vitae) evocan una cultura humanista y el frescor de una esperanza en el futuro que quedarían destrozadas por los primeros desórdenes del siglo XX. La lectura se hace aún más dramática si se recuerda que Zweig se suicidaría poco después en compañía de su esposa, llevado por la desesperanza ante el aparente triunfo del nazismo en la Segunda Guerra Mundial.
El libro termina con la noticia del estallido de la Segunda Guerra Mundial, mientras estaba esperando documentos para poder viajar en el mostrador del General Register Office (registro civil) de Bath.

## Ediciones
Español
- El mundo de ayer. Trad. de Alfredo Kahn. Hispano Americana de Ediciones, Barcelona, 1947.
- El mundo de ayer. Trad. de J. Fontcuberta y A. Orzeszek. Ed. Acantilado, Barcelona, 2002, ISBN 978-84-95359-49-0.

Alemán
- Die Welt von Gestern. Erinnerungen eines Europäers. S. Fischer, Frankfurt am Main, 1952 y 1982, ISBN 978-3-10-097047-3.
- Die Welt von Gestern. Erinnerungen eines Europäers. Artemis & Winkler (Winkler Weltliteratur Blaue Reihe), Düsseldorf/Zúrich, 2002, ISBN 978-3-538-06938-1.